# 肯尼·切斯尼
肯尼·阿诺德·切斯尼（英語：Kenneth Arnold Chesney，1968年3月26日—），美国著名乡村音乐歌手、作曲家、作词家、吉他演奏家以及音乐制作人。迄今为止已发布超过20张音乐唱片，其中超过40首单曲曾荣登美国“告示牌熱門鄉村歌曲榜”前十，同时亦有多首歌曲位列“告示牌百强单曲榜”前四十。肯尼·切斯尼的唱片在全球范围内的发行量已超过3000万枚，其本人被视为最成功的乡村歌手之一。

## 早年经历
1968年3月26日，肯尼·切斯尼出生在位于美国田纳西州诺克斯维尔的圣玛丽医学中心（St. Mary's Medical Center）。他的父亲大卫·切斯尼（David Chesney）是一名小学教师。他的母亲凯琳·钱德勒（Karen Chandler）是一名发型师。肯尼·切斯尼有一个妹妹，珍妮佛·钱德勒（Jennifer Chandler）。1986年，肯尼·切斯尼毕业于吉布斯高中（Gibbs High School）。随后被东田纳西州立大学录取，专业为广告学。大学期间，肯尼·切斯尼曾是兄弟会Lambda Chi Alpha的成员。1990年肯尼·切斯尼从大学毕业。

## 获奖
乡村音乐协会分别于2005年、2006年、2007年以及2008年授予肯尼·切斯尼“年度最佳艺人奖”（英语：Entertainer of the Year）。此外，肯尼·切斯尼分别获得了由美国乡村音乐学院（英语：Academy of Country Music）颁布的“1997年最佳男新人奖”（英语：New Male Vocalist of the Year）、“2002年最佳男歌手奖”（英语：Top Male Vocalist of the Year）以及“2005年大满贯”（英语：the Triple Crown Award）。2008年5月18日， 肯尼·切斯尼连续第四次获得美国乡村音乐学院（英语：Academy of Country Music）颁布的“年度最佳男歌手奖”。

## 唱片
录音室专辑
- 1994: In My Wildest Dreams
- 1995: All I Need to Know
- 1996: Me and You
- 1997: I Will Stand
- 1999: Everywhere We Go
- 2002: No Shoes, No Shirt, No Problems
- 2003: All I Want for Christmas Is a Real Good Tan
- 2004: When the Sun Goes Down
- 2005: Be as You Are (Songs from an Old Blue Chair)
- 2005: The Road and the Radio
- 2007: Just Who I Am: Poets & Pirates
- 2008: Lucky Old Sun
- 2010: Hemingway's Whiskey
- 2012: Welcome to the Fishbowl
- 2013: Life on a Rock
- 2014: The Big Revival
- 2016: Cosmic Hallelujah
- 2018: Songs for the Saints
- 2020: Here and Now[6]

合辑
- 2000: Greatest Hits
- 2008: Super Hits
- 2009: Greatest Hits II

現場專輯
- 2006: Live: Live Those Songs Again
- 2017: Live in No Shoes Nation